# A morte de Koschei o Imortal
“A morte de Koschei o Imortal” ou “Marya Morevna” é um conto de fadas russo coletado por Alexander Nikolayevich Afanasyev, na obra “Narodnye russkie Skazki” (Contos de Fadas Russos) e incluído por Andrew Lang na obra “O Livro de Fadas Vermelho"  O personagem Koschei é do mal, um homem imortal que ameaça as mulheres jovens com sua magia.

## Enredo
Depois da morte de seus pais e do casamento de suas irmãs, Ivan Tsarevitch, um dos principais heróis do folclore russo, sai de sua casa e conhece Marya Morevna, a bela princesa guerreira, com a qual se casa. Depois de um tempo ela anuncia que está indo à guerra e diz à Ivan para não abrir a porta do calabouço no castelo no qual eles vivem, enquanto ela estiver fora. Movido pela curiosidade de saber o que há no calabouço, ele abre a porta, logo após a partida de Marya. Lá encontra Koschei, acorrentado e magro. Koschei pede a Ivan para trazer-lhe um pouco de água, no que é atendido por Ivan. Após Koschei beber doze baldes de água, ele recupera seus poderes mágicos, rompe as correntes e desaparece. Logo após, Ivan descobre que Koschei sequestrou Marya Morevna, mantendo-a distante. Ivan o persegue e, quando o encontra, Koschei pede para o herói deixá-lo partir. Mas, Ivan não desiste e Koschei o mata, colocando os seus restos mortais num barril e jogando no mar. Ivan é ressuscitado pelos maridos de suas irmãs, magos poderosos, que podem se transformar em aves de rapina. Informado que Koschei tem um cavalo mágico e Ivan, tomando sua mochila nos ombros, parte em procura da maga Baba Yaga para conseguir um cavalo semelhante, sem o qual ele não seria capaz de derrotar Koschei. Depois que Ivan encontra Yaga, ele recebe o cavalo e luta com Koschei, o mata e queima seu corpo. Marya Morevna retorna para Ivan que celebra a sua vitória com as suas irmãs e seus cunhados.

## Adaptações
Peter Morwood escreveu em versão ampliada deste conto, no romance “Príncipe Ivan”, o primeiro volume de sua série “Contos Russos”.
Gene Wolfe reescreveu "A Morte de Koshchei, o Imortal”, publicado na antologia “Sapatos de Rubi, Lágrimas de Ouro” e reimpresso em sua coleção “Estranhos Viajantes”.
Em 2011, Catherynne M. Valente lançou um romance baseado na história, intitulado "Imortal".
No jogo de interpretação de personagens 7th Sea, no chamado “Koshchei Molhynia Pietrov”, Koshchei o Imortal é um Boyar enigmático que celebrou um contrato estranho com um espírito protetor parecido com a Baba Yaga, a fim de receber uma forma de imortalidade. Em contraste com o mito tradicional, ele é retratados com uma luz simpática e parece ter a intenção de servir (de forma semelhante ao Kami Togashi, em “Lenda dos Cinco Anéis”,  RPG publicado pelos mesmos editores).
O “Projeto Morevna” é um projeto de filme open-source/free-culture, criado como adaptação animada, usando Synfig desta redefinição da história, num futuro de ficção científica cyberpunk.